# Гистав Ајфел
Гистав Ајфел (фр. Alexandre Gustave Eiffel; Дижон, 15. децембар 1832 — Париз, 27. децембар 1923) био је француски конструктор.
Као инжењер посветио се раду на металним конструкцијама и то претежно изградњи мостова. Ајфелова кула у Паризу, по којој се највише прочуо, ипак заостаје за сјајним решењима његових мостовних конструкција.
За светску изложбу у Паризу 1889. године, Ајфел је конструисао кулу која је постала заштитни знак Париза. Ајфелова кула је до 1931. године била највећа грађевина на свету (300,5 m; са антеном 320,8 m).
Гистав Ајфел је такође пројектовао унутрашњост Кипа слободе.

## Галерија
Ток градње
- 18. јул 1887
- 7. децембар 1887
- 20. март 1888
- 15. мај 1888
- 21. август 1888
- 26. децембар 1888
- март 1889